# 이시카리 지청

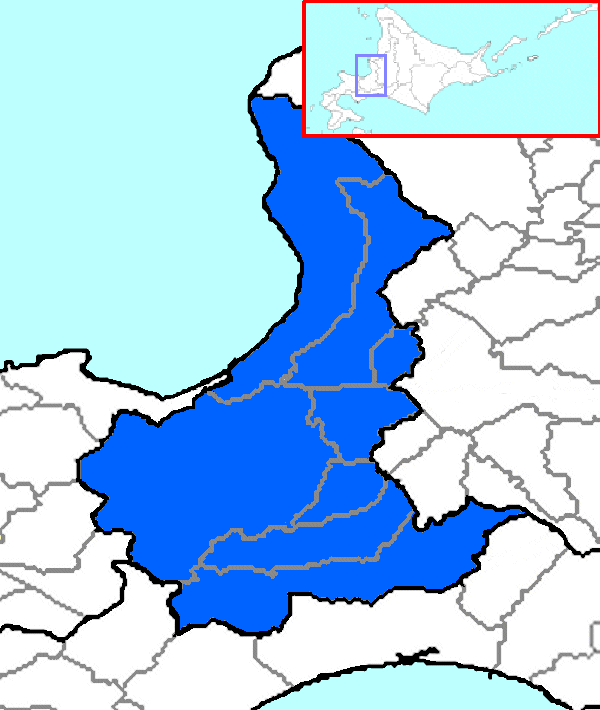
이시카리 지청의 위치

이시카리 지청(일본어: 石狩支庁)은 예전에 홋카이도 서부에 위치해 6시 1정 1촌을 관할한 지청이다. 지청명은 이시카리국에서 유래했고 지청 소재지는 삿포로시이다. 2010년 4월 1일, 이시카리 진흥국으로 개편되었다. 면적은 3,539.86km2이고, 인구는 2015년 3월 기준으로 2,365,230명이다.
지청사는 홋카이도 청의 본청사의 별관이다. 관내 남부에 시코쓰토야 국립공원, 북부에 쇼칸베쓰테우리야기시리 국정공원, 에베쓰시에 도립 자연공원 놋포로 삼림공원이 있다.

## 역사
- 1897년 - 삿포로 지청을 설치했다.
- 1922년 - 이시카리 지청으로 개칭했다.
- 1975년 - 이시카리 정(현 이시카리시) 다루카와 지구의 일부를 오타루시(시리베시 지청)로 이관했다.
- 2010년 4월 1일 - 이시카리 지청을 폐지하고 이시카리 진흥국을 설치했다.

## 지리
남서부는 산악 지대, 중앙부는 이시카리강을 중심으로 하는 이사카리평야가 펼쳐지고, 북부는 배후에 마시케 산지를 안는 해안 지역이다. 돗토리현과 거의 같은 면적이며, 도내 지청 중에서는 2번째로 좁다. 인구는 미야기현(약 236만명)과 동일한 정도이다. 삿포로시 에 인구의 8할 이상이 집중하고 있다. 인구밀도는 약 655명/km2이다.

### 인접한 지청
- 소라치 지청
- 시리베시 지청
- 루모이 지청
- 이부리 지청

## 지역
이시카리 국

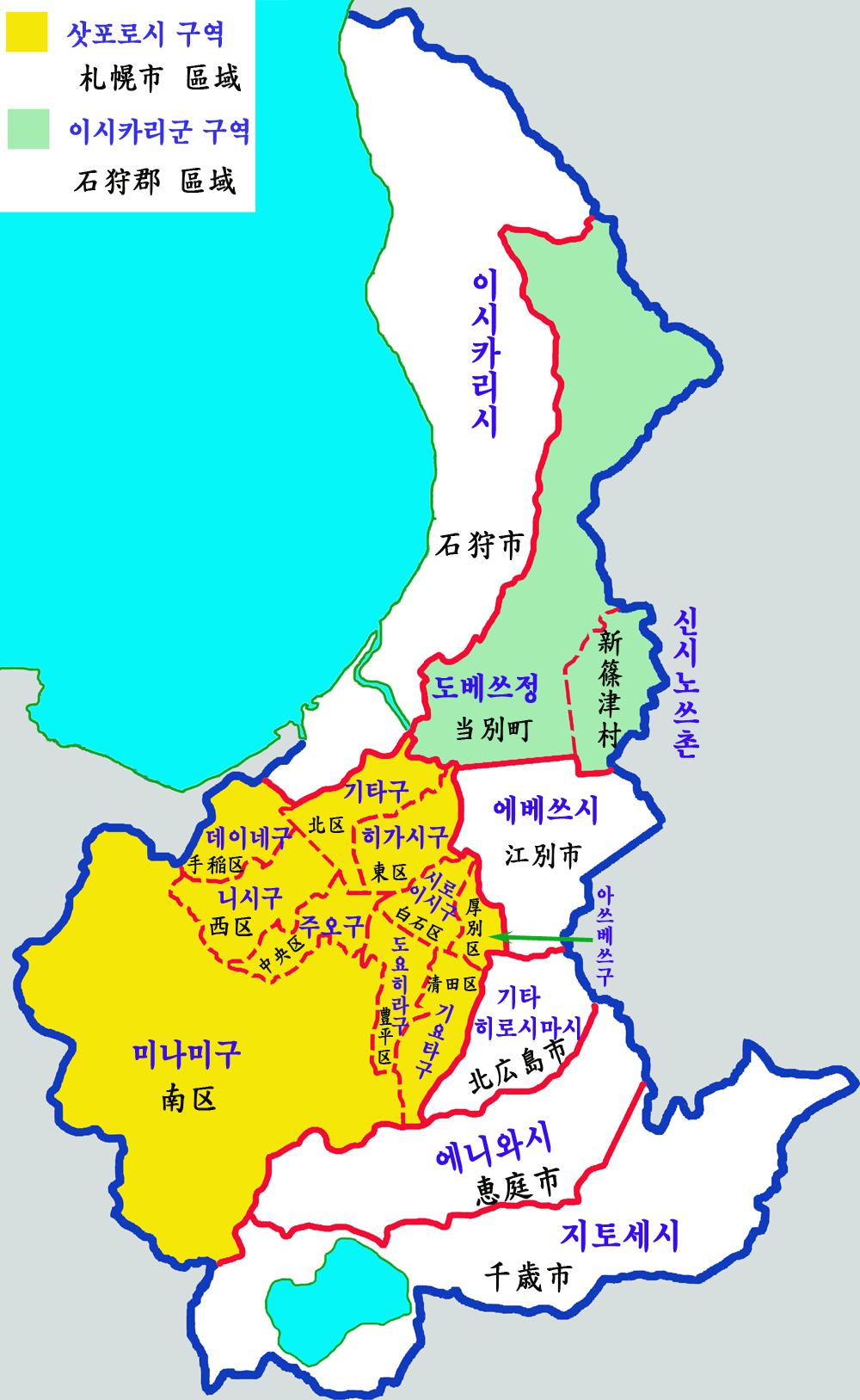
이시카리 진흥국 행정구역

- 삿포로시 : 주오구, 기타구, 히가시구, 시로이시구, 도요히라구, 미나미구, 니시구, 아쓰베쓰구, 데이네구, 기요타구
- 에베쓰시
- 기타히로시마시
- 이시카리시
- 이시카리 군 : 도베쓰정, 신시노쓰촌

이부리 국
- 지토세시
- 에니와시